# Нагаркот
Нагаркот (непальск. नगरकोट) — деревня и горная станция в Непале в 32 км к востоку от Катманду. Расположена на высоте 2195 метров. Деревня находится в районе Бхактапур в провинции Багмати-Прадеш. С 2015 года является районным центром муниципалитета Нагаркот.
По переписи населения Непала 2011 года население Нагаркота составляло 4571 человек в 973 домохозяйствах.

## Туризм
Нагаркот был древним фортом в долине Катманду, построенным для наблюдения за внешней деятельностью соседних королевств. Позже он стал летней резиденцией королевской семьи, а затем приобрел популярность среди иностранцев как горная станция вблизи Катманду.
В деревне расположено множество отелей, гестхаусов и ресторанов. Также популярен вид проживания хомстей (homestay).
Нагаркот известен восходами солнца с видом на Гималаи. В ясную погоду можно разглядеть Эверест. Из Нагаркота также открывается панорамный вид на долину Катманду.
В районе Нагаркота имеется несколько троп для хайкинга или пешего туризма разной сложности и длины. Классическая тропа называется Nagarkot panoramic hiking trail, тропа включает в себя прогулку по лесу и по деревне Таманг. Протяженность классической тропы 12 км.

## Галерея

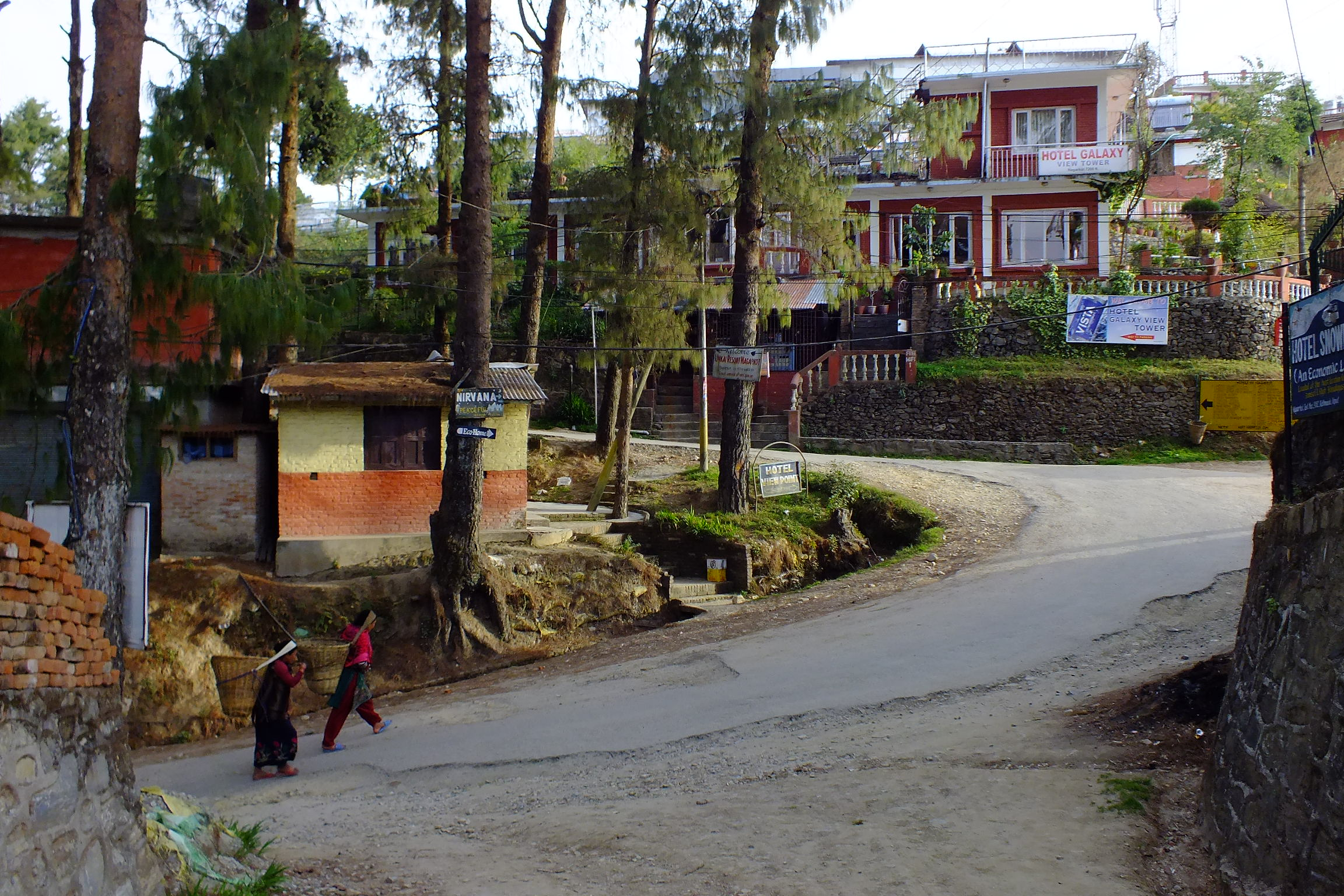
Улицы Нагаркота
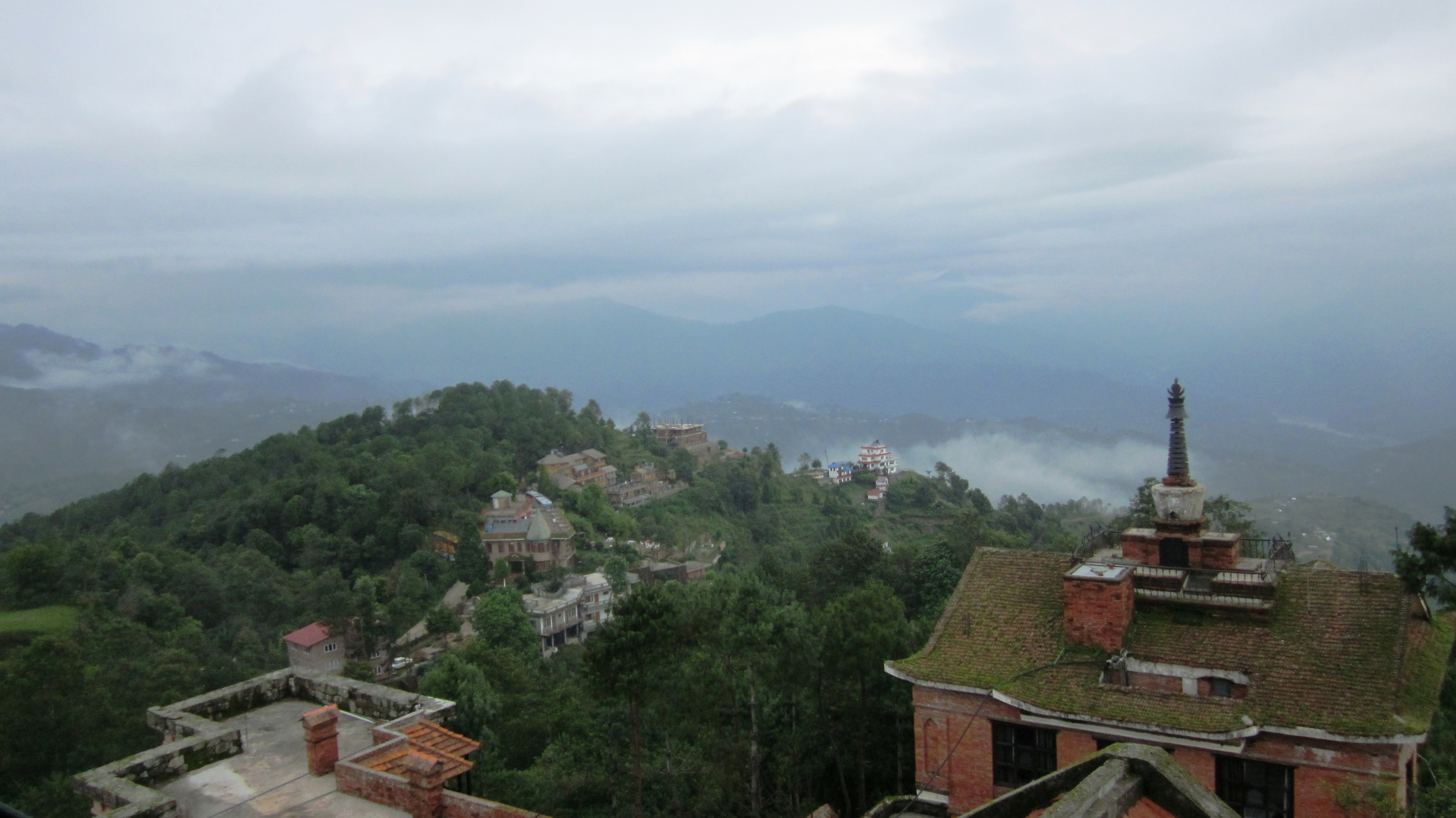
Вид Нагаркота
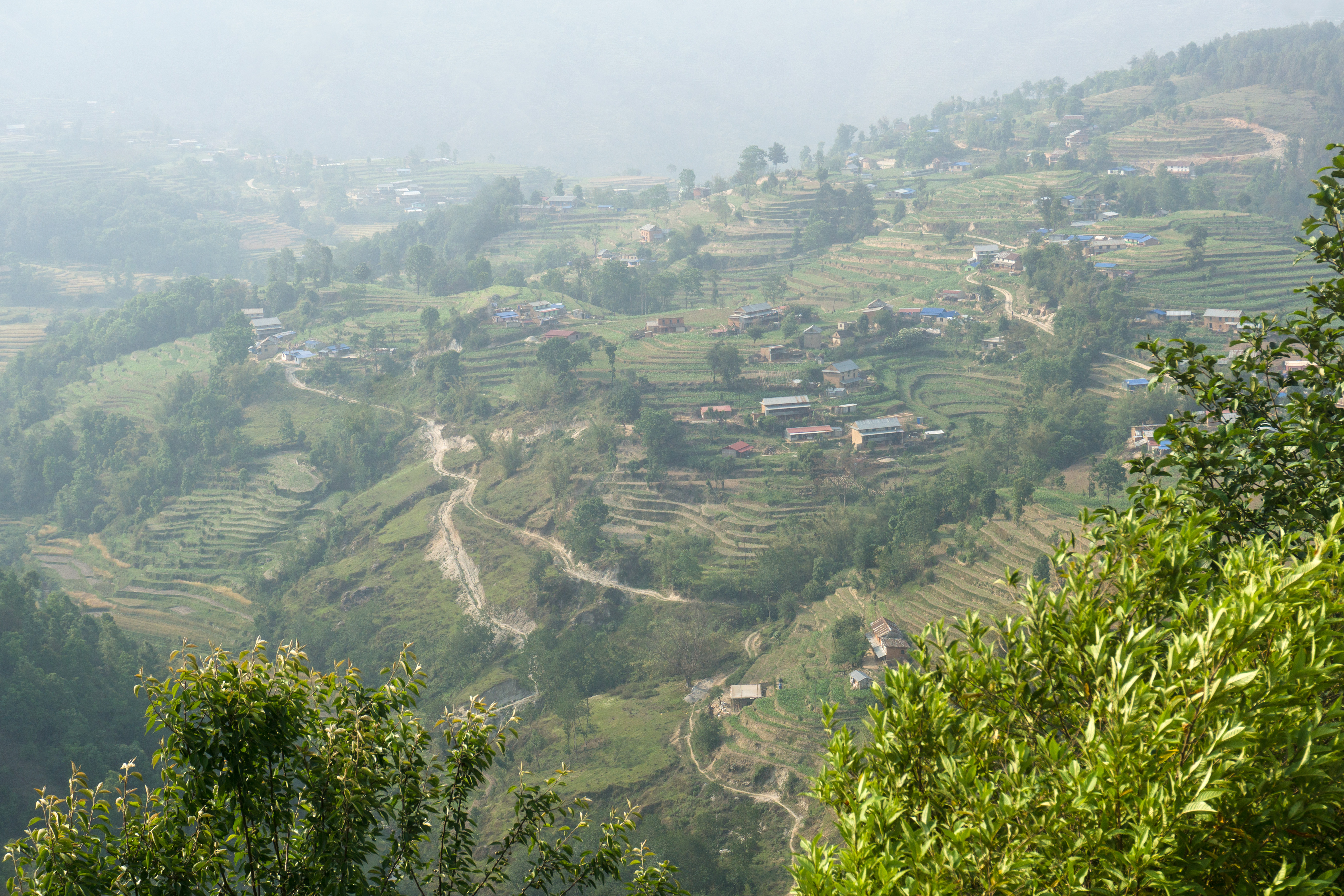
Виды на туристической тропе Nagarkot panoramic hiking trail
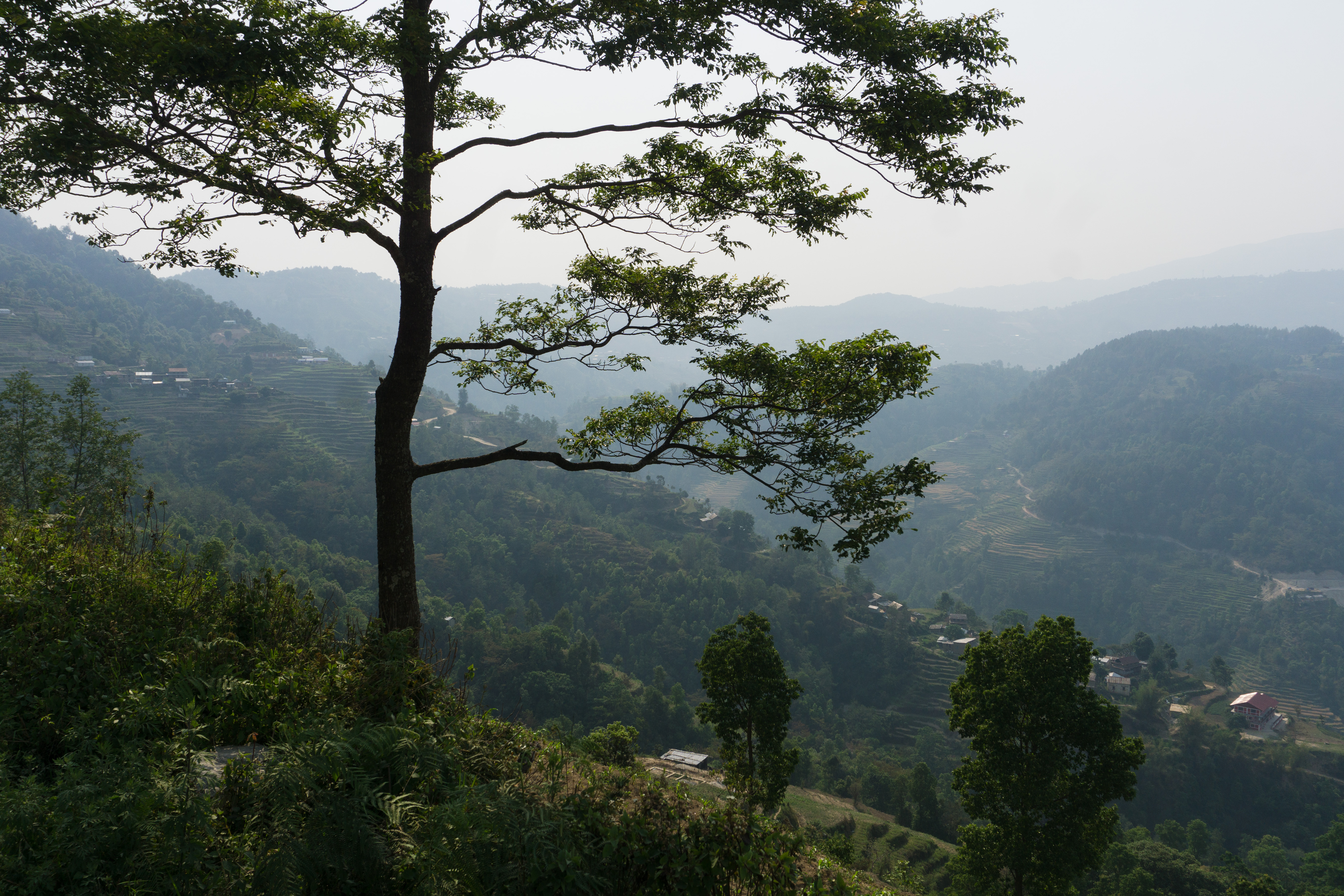
Виды на туристической тропе Nagarkot panoramic hiking trail
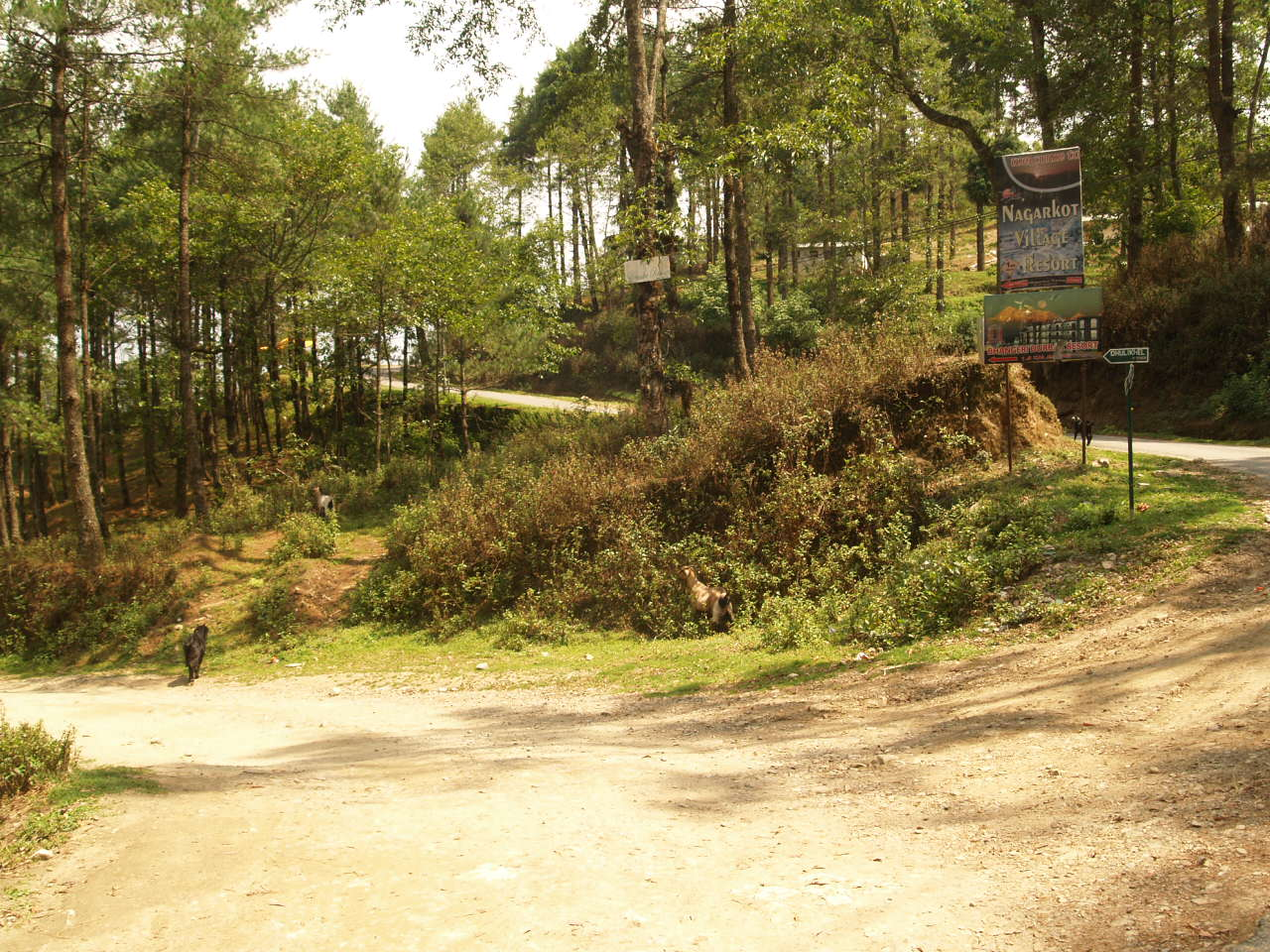
Дороги в Нагаркоте